# Gonomyia (Leiponeura) zimmermani
Gonomyia (Leiponeura) zimmermani is een tweevleugelige uit de familie steltmuggen (Limoniidae). De soort komt voor in het Australaziatisch gebied.